# Кубилис, Янис
Янис Кубилис (латыш. Jānis Kubilis; 24 июля 1923, Нерета — 16 июня 2024, Латвия) — советский и латвийский актёр, народный артист Латвийской ССР (1966). Офицер ордена Трёх звёзд (2002). Лауреат премии «Ночь лицедеев» (2005), за пожизненный вклад в театральное искусство.

## Биография
Янис Кубилис родился 24 июля 1923 в городе Нерета. Учился в Риекстиньской приходской школе и Неретской начальной школе. Играл в первой баскетбольной команде Нереты. Затем обучался в Смилтенской школе молочного хозяйства и животноводства. С 1939 по 1940 год работал лаборантом на молокозаводе. В 1940—1942 учился в техникуме в Даугавпилсе. После Второй мировой войны вернулся в Нерету, где познакомился со своей будущей женой Лилией Даугавиете. Вместе с женой учился на курсах актерского мастерства в Латвийском Национальном театре у режиссера Веры Балюн. С 1944 по 1945 год был секретарем Салатского сельсовета. В 1947—1994 годах актер Латвийского Национального театра.
Умер 16 июня 2024 года в Латвии.

## Творчество
Янис Кубилис актер Латвийского Национального театра (1948—1994), на сцене которого сыграл около 140 ролей. Критики отмечали его привлекательную, мужественную внешность, музыкальность и темперамент. Театральный критик Гуна Зелтиня отмечает, что "Янис Кубилис обладал выдающимся талантом, глубоким интеллектом и эрудицией, твердой позицией и системой ценностей, которой он оставался верен на протяжении всей своей жизни. Возможно, последний аристократ духа в нашем театре." Историк театра и критик Лилия Дзене описывала Яниса Кубилиса как актера, который провел линию любви в бесконечность. 
С 1956 года начал сниматься в кино. В 1960 году исполнил главную роль, Гунара Лиепу, в киноповести «Твоё счастье», где его герой — меркантильный главный инженер судоремонтного завода. Наиболее известен по главной роли в детективе 1985 года «Матч состоится в любую погоду» режиссёра Роланда Калныньша по повести Вацлава Фолпрехта «Смерть в штрафной площадке».

## Награды
- Заслуженный артист Латвийской ССР (1956)
- Народный артист Латвийской ССР (1966)
- Офицер ордена Трёх звёзд (2002)
- Лауреат премии «Ночь лицедеев» (2005), за пожизненный вклад в театральное искусство.
- Почётная грамота Кабинета Министров Латвии (2023)[2]

## Фильмография
- 1956 — За лебединой стаей облаков (латыш. Kā gulbji balti padebeši iet) — Альберт
- 1957 — Сын рыбака (латыш. Zvejnieka dēls) — Сартапутне
- 1959 — Меч и роза (латыш. Šķēps un roze) — бригадир
- 1960 — Твоё счастье — Гунарс Лиепа
- 1963 — Под землёй — лейтенант Мюллер
- 1964 — Государственный преступник — сотрудник КГБ в Риге
- 1969 — Лучи в стекле — директор завода
- 1973 — Ключи от города — Мелдерис
- 1985 — Матч состоится в любую погоду — полковник Гомола